# Rototom
Un rototom è un tipo di tamburo metallico che, grazie a un originale sistema costruttivo, è un incrocio tra il tamburo a cornice, il tom-tom e il timpano da orchestra.

## Storia
I rototom furono creati da Al Payson e Michael Colgrass, prodotti negli anni settanta dalla casa produttrice americana Remo e diffusisi in contesti molto diversi, dal rock progressivo alla musica sperimentale e orchestrale.
Oggi vengono realizzati anche da altre case produttrici.

## Caratteristiche
A differenza della maggior parte delle percussioni, i rototom sono strumenti con altezza d'accordatura variabile tale da permettere effetti di glissato.
Questa variazione d'accordatura è ottenuta grazie un meccanismo rotatorio che viene azionato direttamente dal musicista oppure, indirettamente, con uno speciale pedale denominato pitch pedal simile a quello di timpani da orchestra. Questi ultimi però si differenziano dai rototom in quanto sfruttano un meccanismo a ombrello.

## Utilizzo
I rototom, per le loro caratteristiche timbriche e sonore, possono essere usati per eseguire assoli o per accompagnare melodicamente, in modo simile ad altri strumenti a suono determinato.
Vengono in genere usati come kit di estensione della normale batteria, oppure in sezioni di percussioni, anche orchestrali, assieme o come sostituto dei timpani da orchestra.
Nella didattica delle percussioni sono un valido sostituto dei più ingombranti e costosi timpani.
Phil Collins, Alex Van Halen, Bill Bruford, Mike Mangini, Terry Bozzio, Roger Taylor, Chad Wackerman sono batteristi che hanno fatto largo uso dei rototom nella loro carriera.
Un esempio di facile reperibilità è Time dei Pink Floyd, dove sono usati nell'introduzione al brano da Nick Mason.
I rototom vennero utilizzati anche da altri batteristi e percussionisti, sia italiani che stranieri, tra cui:
- Stefano D'Orazio (Pooh), nei concerti in brani come Parsifal, Odissey, Risveglio e anche in Ancora una notte insieme;
- Max Berrú Carrión (Inti-Illimani);
- Gianni Dall'Aglio, nel disco "Pensiero stupendo" (Patty Pravo);
- Carl Palmer (Atomic Rooster, EL&P), durante i tour nel periodo 1973-'74 ricordato per gli album Brain Salad Surgery e, il triplo "live", Welcome Back, My Friends, to the Show That Never Ends;
- Giancarlo Golzi (Matia Bazar), durante i tour nei periodi 1979-'81 e 1982-'83. In quest'ultimo periodo, ricordato per la svolta synthpop del gruppo, i groove principali dei pezzi erano affidati a drum-machine e sequencer; e il batterista suonava i vari fill batteristici in tempo reale utilizzando un syndrum e, appunto, i rototom.